# T. Raumschmiere
T. Raumschmiere, pseudonimo di Marco Haas (Heidelberg, 1975), è un disc jockey punk techno tedesco che ha prodotto due album di electropop molto aggressivo.
Ha lavorato con artisti molto importanti come Miss Kittin e Ellen Allien, ed ha fondato l'etichetta discografica Shitkatapult.

## Carriera
Agli inizi degli anni 90, Marco era il batterista di un gruppo hardcore punk chiamato Zorn, col quale ha suonato in oltre 300 concerti in tutta Europa ed ha distribuito l'album Maximum Voice Records (Leipzig). Nel 1997, con la sua rock band Stormbow, ha fatto uscire l'album di debutto, il primo su Shitkatapult, etichetta discografica fondata da lui stesso con Marcus Stotz a Heidelberg. Nello stesso periodo, Marco ha anche lavorato al progetto chiamato shrubbn!!, musicalmente basato sul genere noise, assieme a Ulli Bomans. Nello stesso anno, Marco ha deciso di utilizzare un nuovo nome d'arte per i suoi progetti di musica elettronica: T.Raumschmiere. Nel 1998, Marco si è trasferito a Berlino. Il primo brano sotto lo pseudonimo "T. Raumschmiere" uscì sulla compilation Cozmick Suckers, sempre su Shitkatapult. Inoltre ha anche iniziato a lavorare su un progetto live chiamato Pop Poisoned Poetry assieme a Miss Tigra, ed ha creato un evento mensile denominato Erlösung Durch Strom (redimersi con l'elettricità). Il primo album di T. Raumschmiere è uscito nel 2000. Nel 2001 ha suonato in più di 150 live e dj in tutto il mondo.
Nel 2004, dopo aver ricevuto numerosi riconoscimenti per i suoi concerti, ha creato vari remixes per alcuni artisti famosi suoi amici(tra i quali Quasimodo Jones). Dopo una serie di infinite date in giro per il mondo T.Raumschmiere ha voluto provare qualcosa di nuovo. Con il batterista Dirk Mielenhausen, il bassista Andreas Paruschke e l'ingegnere del suono Allert Aalders, ha creato una band in cui lui si prestava alla voce. La T.Raumschmiere band ha fatto una serie di date in tutta Europa, suonando in festival in paesi come Belgio, Paesi Bassi, Spagna and Germania. Nel 2005, è uscito il nuovo album Blitzkrieg Pop su Novamute. Subito dopo, nell'ottobre del 2006, T.Raumschmiere ha fatto uscire il brano "Die alte Leier" che era stato prodotto nel 1996 a Heidelberg con Alex Cortex.
Dopo l'album "Blitzkrieg Pop" del 2005 e "Random Noize Sessions, Vol. 1" del 2006, T.Raumschmiere ha finalmente prodotto e pubblicato il suo nuovo ed ultimo album: "I Tank U" nel 2008.

## Nome
Il nome T.Raumschmiere deriva da un cut-up del titolo in tedesco di un breve racconto di William S. Burroughs chiamato "The Dream Cops": "Die Traumschmiere".
Il titolo in tedesco contiene differenti significati:
- TRAUM = sogno, subconscio
- RAUM = stanza, spazio, strada
- SCHMIERE = grasso, lubrificante, sbavatura, spread; che in slang può significare polizia

## Influenze
T.Raumschmiere dichiara di essere stato influenzato da Nine Inch Nails, Big Black, Coil, Throbbing Gristle, The Misfits, Esplendor Geométrico, Deutsch Nepal, Helmet, Shellac, Dead Kennedys, Biosphere, Aphex Twin, Tool, NON, Radiohead, The Jesus Lizard, Motörhead, Nomeansno, The Dillinger Escape Plan, e Unsane.

## Discografia

### Album
- 2002: Anti
- 2002: The Great Rock 'n' Roll Swindle
- 2003: Radio Blackout
- 2005: Blitzkrieg Pop
- 2006: Random Noize Sessions, Vol. 1
- 2008: I Tank U
- 2015: T. Raumschmiere

### Singoli
- 2003: "Monstertruckdriver"
- 2003: "Rabaukendisko"
- 2004: "A Million Brothers"
- 2005: "Sick like Me"
- 2005: "Blitzkrieg Pop"
- 2005: "Very Loud Lullaby"
- 2006: "Die Alte Leier"
- 2008: "E"
- 2008: "Animal Territory/Brenner"